# Fuente (recipiente)

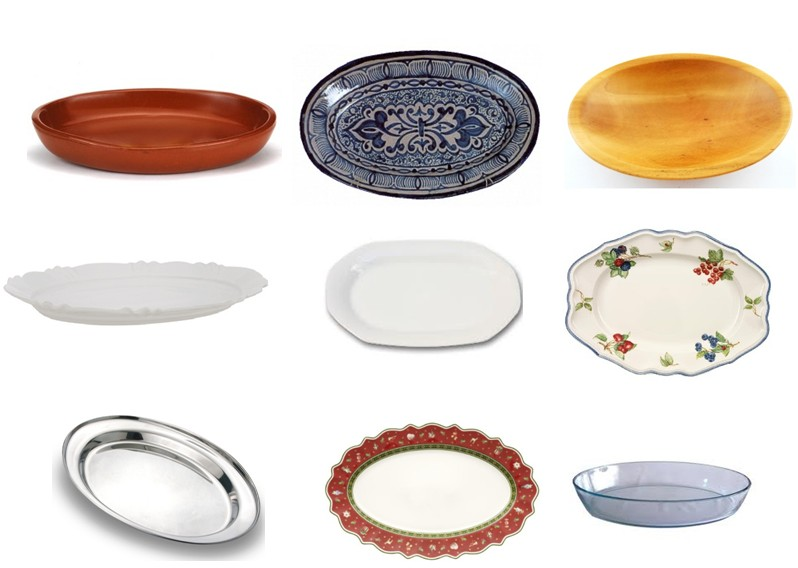
Fuentes ovaladas de diferentes materiales.

Fuente, como recipiente físico, se denomina al plato grande usado para servir alimentos líquidos o sólidos. Hiperónimo de vasija. También, por extensión, se llama fuente al contenido del recipiente: 'una fuente de ensalada', por ejemplo.
En alfarería y cerámica, es la vasija cóncava de amplia base, generalmente redonda u ovalada. En el siglo XVIII  se han documentado fuentes bastas (no vidriadas o barnizadas con barniz de plomo); y fuentes a la moda de plata, de borde recortado, imitación en cerámica de las elaboradas en las platerías.Según Álvaro Zamora, este tipo de piezas se fabricaron en ollerías aragonesas como las de Teruel, Codos, Tobed, Alpartir.
Las fuentes de vajilla que en la antigüedad se fabricaban en barro, cerámica, madera, bronce y metales, evolucionaron hacia las porcelanas (inglesa, china, fayenza) y, en el campo industrial, al gres, el cristal, y diversos materiales refractarios.